# Уси (уезд, Чунцин)
Уси́ (кит. упр. 巫溪, пиньинь Wūxī) — уезд города центрального подчинения Чунцин (КНР). Уезд назван в честь реки Уси.

## История
При империи Мин в этих местах был образован уезд Данин (大宁县).
После Синьхайской революции и образования Китайской республики уезд Данин был переименован в Уси.
В 1997 году уезд Уси был передан под юрисдикцию Чунцина.

## Административно-территориальное деление
Уезд Уси делится на 15 посёлков и 15 волостей.

## Транспорт
Скоростная 49-километровая автомагистраль Учжэнь соединяет Уси с уездом Чжэньпин в провинции Шэньси. Трасса пролегает через горный хребет Дабашань и реку Дунси, более 90 % протяжённости дороги составляют тоннели и мосты. 